# 淮海省
淮海省（わいかい-しょう）は汪兆銘政権に存在した省。日本軍による占領後に設置された華北政務委員会管轄下の特別区をその前身とし、後に蘇淮特別区に改編され、1944年（民国33年）に淮海省に改編された。この項目ではこれらの一連の行政区画について述べる。

## 沿革
1938年（民国27年）、徐州が日本軍により占領されると蘇北及び皖東地区は日本軍及びその影響を強く受けた華北政務委員会による統治が行われた。
1940年（民国29年）に汪兆銘政権が成立すると蘇北行政専員の管轄とされたが、実質的には日本の軍政下におかれ、1942年（民国31年）1月に行政権が汪兆銘政権に移管されている。汪兆銘政権は1月15日に国民党中央政治委員会第78次会議で蘇淮特別区行政公署の設置を決定、公署を徐州市に設置、24日には『蘇淮特別区行政公署暫行組織条例』を発布、29日に郝鵬を行政長官に任命した。
1943年（民国32年）10月5日、行政院第181次会議で第1から第6行政督察区の設置が決定し行政組織の整備が進められ、1944年1月3日に中央政治委員会第131次会議により淮海省への改編が決定され、行政督察区は専員に改編された。

## 行政区画
汪兆銘政権崩壊直前の下部行政区画は下記の通り。
- 第1専員（弁事処:銅山県）
  - 銅山県
  - 蕭県
  - 亳県
- 第2専員（弁事処:碭山県）
  - 碭山県
  - 沛県
  - 豊県
- 第3専員（弁事処:宿県）
  - 宿県
  - 霊璧県
  - 泗県
- 第4専員（弁事処:宿遷県）
  - 宿遷県
  - 邳県
  - 睢県
- 第5専員（弁事処:淮陰県）
  - 淮陰県
  - 淮安県
  - 漣水県
  - 泗陽県
- 第6専員（弁事処:東海県）
  - 東海県
  - 灌雲県
  - 沭陽県
  - 贛楡県
  - 阜寧県

## 歴代行政長官・省長

### 蘇淮特別区行政長官
- 郝鵬：1942年1月27日 - 1943年9月2日
- 郝鵬挙：1943年9月2日 - 1944年1月15日

### 淮海省省長
- 郝鵬挙：1944年1月15日 - 1945年8月（廃止）